# Miracles scientifiques du Coran
L'expression « Miracles scientifiques du Coran » (la sunna, ensemble des traditions du prophète de l'islam, y est parfois rattachée), connue en arabe sous la forme i’jaaz ilmy (ou « exégèse scientifique », tafsîr ‘ilmî), désigne un courant d'interprétations dont le but revendiqué vise à démontrer formellement l'origine divine de l'islam, en se basant sur des extraits, plus précisément des versets (ʾāyāt), du Coran, texte sacré de cette religion, comme des anticipations de découvertes scientifiques récentes. Cette approche, aussi appelée concordisme islamique, considère que « tout savoir scientifique, y compris les découvertes les plus récentes, est contenu dans les textes islamiques ». Ce mouvement lié au wahhabisme ne doit pas être confondu avec le dogme de l'inimitabilité du Coran (arabe : إعجاز / iʿǧāz), selon lequel aucune œuvre humaine littéraire ne peut imiter le Coran (tant sur le fond que sur la forme).
La notion de « Miracles scientifiques du Coran » a fait l'objet de nombreuses critiques, tant par des intellectuels musulmans que par des scientifiques ou universitaires occidentaux, qui dénoncent une démarche au seul service du prosélytisme, et dénuée de tout fondement scientifique.

## Histoire de ce courant d'interprétation

### Aux origines du concordisme

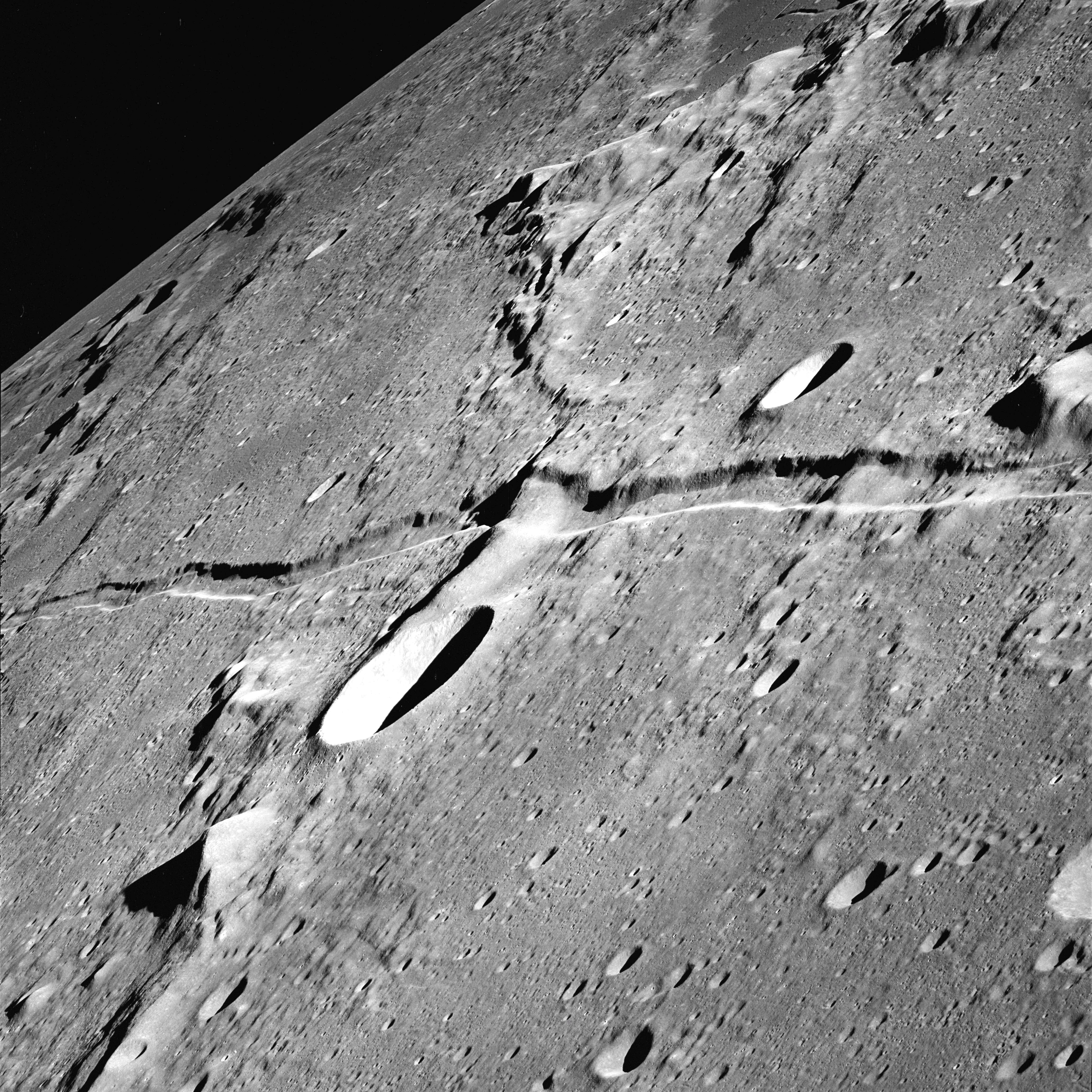
La crevasse Rima Ariadaeus est vue par certains concordistes comme la preuve d'une division de la lune par Allah à la demande de Mahomet. Pour Brad Bailey de la Nasa, « Ma recommandation est de ne pas croire tout ce que vous lisez sur Internet. Les articles évalués par les pairs sont les seules sources d'information scientifiquement valables. Aucune preuve scientifique récente n’indique que la Lune ait été scindée en deux parties (ou plus), puis réassemblée à un moment quelconque du passé. »

Les premiers auteurs pouvant être associés à une recherche de « miracles scientifiques » dans les textes islamiques sont des théologiens du Moyen Âge. Par exemple, Al-Ghazali (Algazel) écrit au XIe siècle : « Tout ce que l’esprit humain a du mal à comprendre, ce qui fait l’objet de théories ou de considérations divergentes, tout cela est envisagé par le Coran qui en parle par signes ou allusions ». Toutefois, selon Dominique et Marie-Thérèse Urvoy, certains adeptes du concordisme islamique revendiquent des auteurs anciens, qui n'allaient pourtant pas aussi loin que ce qu'ils affirment. Par exemple, al-Razi « ne cherche jamais à prendre un texte révélé comme expression d'une doctrine, voire d'une vérité scientifique ». La recherche d'auteurs anciens semble donc surtout une façon de légitimer cette nouvelle approche, « qui se détache presque complètement de la tradition ».
Le concordisme vit un tournant lors du réformisme musulman du XIXe siècle. La campagne de Bonaparte en Égypte en 1798 fait prendre conscience au Moyen-Orient musulman de la supériorité technique de l'Occident chrétien, causant ainsi un choc culturel. Certains penseurs musulmans évoquent un retard intellectuel du monde musulman,, à l'instar de Jamal Eddine al-Afghâni (1839-1897) qui parle de « profondes ténèbres ». Plusieurs réactions émergent progressivement. Un courant (salaf) prônera un retour aux « origines » de l'islam, tandis qu'un autre regardera vers les méthodes et concepts occidentaux, quitte à s'éloigner des modes traditionnels d'interprétation (exégèse-tafsîr).
Une nouvelle exégèse se met progressivement en place, revendiquant la présence de vérités scientifiques dans le texte coranique, l'objectif étant d'encourager les croyants à se former aux sciences modernes. Le premier commentaire scientifique du Coran est Le dévoilement des secrets sur l’illumination coranique touchant les corps célestes, la terre, les animaux, les plantes et les minéraux de Muḥammad ibn Aḥmad al–Iskandarānī, en 1880. L'une des plus importantes publications est celle de Tantawi Jawhari (1862-1940) en 26 volumes. Ce dernier s'appuyait sur des livres de vulgarisation, ou manuels scolaires, mais sans être spécialiste des connaissances évoquées. Pour Charfi, cette forme de lecture coranique se rapproche plutôt d'une « coranisation de la science ». De fait, cet ouvrage reçut de nombreuses critiques, même dans le monde musulman,, qui restait divisé.
Cet intérêt pour les sciences se retrouve plus tard chez Hassan al-Banna, fondateur des Frères musulmans en Égypte en 1928, qui « n’admettait, parmi les vérités découvertes par les sciences positives, que celles qu’il considérait conformes aux préceptes du Coran ».

### Essor dans les années 1970
En 1976, Maurice Bucaille (1920-1998), médecin français rattaché à la cour du roi Fayçal d'Arabie saoudite, publie le livre polémique La Bible, le Coran et la Science. Ses travaux rencontrent un écho auprès de personnalités du monde arabo-musulman, notamment le géologue égyptien Zaghloul El-Naggar (en), ainsi que son collaborateur le cheikh Abdul Majeed Zindani (en), un Yéménite charismatique[réf. nécessaire]. La publication de Bucaille est reçue comme un ouvrage partial dans les milieux académiques, défendant une démarche « dépourvue de toute rigueur scientifique ». L'historien S. Nomanul Haq (en) de l'Université de Pennsylvanie, un des principaux critiques de Bucaille, attribue son succès à un « très profond complexe d'infériorité » partagé par certains musulmans s'étant sentis humiliés par le colonialisme, et voulant renouer avec les gloires passées des anciennes sciences arabes et de l'âge d'or de l'Islam.
Le concordisme se développe dans les années 1970, avec l'essor de l'islamisme dans les milieux intellectuels. Pour Faouzia Charfi, « l’objectif n’est pas la science, mais des bouts de sciences exploités pour leurrer des lecteurs, par ce que Mohamed Arkoun qualifie de « manipulations fantaisistes » ». Ainsi, en 1982, Abdelaziz Ibn Baz, grand mufti d’Arabie saoudite, « s’est rendu célèbre pour avoir émis une fatwa contre ceux qui remettaient en question l’affirmation coranique selon laquelle le soleil est mobile et la terre fixe ; à ceux-là, il réservait la sentence de l’« apostasie » ».

### Années 1980: le temps des conférences
Abdul Majeed Zindani (en) fonde en 1985, avec le soutien de la Ligue islamique mondiale (LIM), la Commission sur les Signes Scientifiques dans le Coran et la Sunna (en), basée en Arabie saoudite, principalement financée par le gouvernement saoudien. Il devient le directeur de cette institution, et continue à défendre un islamisme radical[Lequel ?]. Cette institution possède plusieurs antennes dans le monde arabe (Arabie saoudite, Égypte...), et même en dehors (Vienne).
La Commission sur les Signes Scientifiques dans le Coran et la Sunna organise alors de multiples conférences dans le monde, où sont invités des scientifiques non-musulmans de spécialités diverses. Leur présence permet aux organisateurs de revendiquer une certaine crédibilité pour ces événements, qui affichent l'objectif d'approfondir les « miracles scientifiques » des textes sacrés islamiques. Les organisateurs de cette commission décrivent des échanges neutres, qui accueillent favorablement les informations contredisant le Coran. Cet élément étant remis en question par les scientifiques ayant participé (voir la section « Critiques du concordisme islamique »).
De nombreuses interviews de spécialistes sont tournées à l'occasion de ces conférences, encore largement accessibles sur les plates-formes de vidéos en ligne (comme YouTube). La vidéo la plus médiatisée qui en résulte est Ceci est la vérité, largement partagée sous forme de cassette, où Zindani (en) intervient auprès de scientifiques non-musulmans.

### Influence sur le monde musulman d'aujourd'hui
Le concordisme islamique est aujourd'hui dominant dans l'espace médiatique, investi par les prédicateurs. Le grand nombre de sites internet à ce sujet montre une certaine popularité dans le monde islamique. En conséquence, pour Alexandre Moatti, « Le concordisme islamique est beaucoup plus prégnant, ne reposant pas sur une institution, mais est présent chez de nombreux acteurs de manière quasi intrinsèque », l'islam refusant l'idée de « non empiétement des secteurs d'autorité entre science et religion ». Il est devenu « acte de foi » pour ses défenseurs contemporains. Pour Chiara Pellegrino, l'exégèse scientifique est « un des courants herméneutiques les plus pratiqués durant le XXe siècle ».
Les propos relatés ci-après (extraits de l'enquête de The Wall Street Journal de 2002) illustrent l'intérêt actuel du monde musulman pour cette théorie :
- « Encore largement enseignée dans les écoles secondaires islamiques, cette doctrine renforce la fierté de l'héritage musulman, et résout les conflits que les étudiants peuvent ressentir entre leur croyance religieuse et l'enseignement qu'ils reçoivent »
- Pour El-Naggar (en), « un des principaux arguments pour qu'une personne accepte l'islam est le grand nombre de faits scientifiques trouvés dans le Coran »
- D’après le président du Center for Islam and Science, de l'Alberta, Muzaffar Iqbal (en), « Partout dans le monde arabe, dans les universités, vous trouverez de plus en plus de gens qui se conforment à cette ligne de pensée. Le bucaillisme a plus d'adeptes ici que le créationnisme. Dans le monde musulman, aucune organisation ne lui est opposée »
- Selon Zindani (en) « lorsque les musulmans prennent connaissance de l'exactitude scientifique du Coran, ils ressentent une sorte d'honneur, de confiance et de satisfaction de suivre une religion vraie ».

D'autres éléments d'actualité illustrent la présence de ce phénomène aujourd'hui :
- L'élu de Seine-Saint-Denis Maxence Buttey[10] est exclu du Front national (FN) en octobre 2014, pour prosélytisme. À la suite de sa conversion à l'islam, celui-ci avait envoyé à des membres du parti des documents traitant des « miracles scientifiques du Coran »[11].
- En avril 2017, Zaghloul El-Naggar (en) donne une conférence au Maroc devant un parterre d'étudiants sur le sujet des « miracles scientifiques du Coran ». Pour ce professeur de géologie, « il n’existe pas une seule découverte scientifique qui n’ait pas de trace dans le Coran »[1]. Des étudiants perturbent la séance en posant des questions auxquelles il ne parvient pas à répondre. La conférence doit être interrompue. Il réagit rapidement sur sa page Facebook en qualifiant ces étudiants de « groupe du diable »[12].
- En 2017, une étudiante tunisienne en géologie à Sfax cause l'émoi dans la communauté scientifique, étant autorisée à effectuer une thèse visant à démontrer que la Terre est plate, mêlant arguments pseudo-scientifiques et discours religieux[13]. De fait, selon certains, « Au début du XXIe siècle, la démarche concordiste est celle de nombreux départements d’« études islamiques » des universités du monde arabe », quand bien même des chercheurs, notamment depuis les révolutions arabes de 2011, tentent de faire évoluer les mentalités[5].

## Critiques du concordisme islamique

### Critiques des milieux intellectuels musulmans
La démarche concordiste est critiquée par nombre d'intellectuels musulmans, par exemple :
- Amin al-Khuli (1895-1966), ancien titulaire de la chaire d’exégèse à l’université Fouad (aujourd'hui université du Caire). Pour lui, le bien-fondé de cette lecture concordiste est combattu depuis plusieurs siècles. Il cite entre autres Ishaq al-Shatibi (XVe siècle) pour qui « beaucoup de personnes exagèrent dans leur sollicitude pour le Coran en lui rattachant toutes les sciences connues des anciens et des modernes, sciences physiques, mathématiques, […], toutes les spéculations des savants. […] Après ce que nous avons exposé ci-dessus, une telle position est erronée »[6].
- Kamel Hussein, recteur d'Université, membre de l'Académie arabe et de l'Institut d'Égypte, pour qui cette approche est absurde, car « il suffit d'en démontrer la fausseté pour entraîner celle de l'inimitabilité »[14].

Le site d'actualité musulman Oumma.com qualifie ces thèses de « Mirages scientifiques du Coran » et dénonce l'absence de scientifiques de renom dans le soutien de cette théorie. En juillet 2017, ce site dresse une mise en garde contre les promoteurs des « miracles scientifiques du Coran », en présentant ceux qui reviennent le plus souvent dans le débat public.

### Critiques de scientifiques
Au sein du monde musulman francophone, les attaques les plus virulentes viennent de l'astrophysicien Nidhal Guessoum qui dénonce les promoteurs de cette théorie, pour leurs « bricolages scientifiques », « leurs connaissances scientifiques superficielles, médiocres, erronées, ou même obsolètes », ainsi que « leurs interprétations des versets coraniques souvent tendancieuses, pour ne pas dire tirées par les cheveux ».
La physicienne Faouzia Charfi rédige un ouvrage en 2013, intitulé La Science voilée, dans lequel elle s'élève aussi contre le « travail de sape des extrémistes religieux » à ce sujet. Elle y décrit l'expansion du concordisme dans le monde académique tunisien, et analyse les branches scientifiques impactées.

### Enquête duWall Street Journal
En 2002, le Wall Street Journal publie une enquête concernant les interviews de scientifiques diffusées à la suite des conférences internationales organisées par la Commission sur les Signes Scientifiques dans le Coran et la Sunna. Cette enquête intitulée Western Scholars Play Key Role In Touting "Science" of the Quran (Quand des intellectuels Occidentaux font du racolage pour la « Science » du Coran) fait ressortir trois éléments :
1. Une accusation envers Zindani (en), fondateur de la Commission, d’être « l'une des personnes les plus proches d'Oussama Ben Laden », qui l'aurait sollicité plusieurs fois afin de savoir si les actions terroristes qu'il planifiait étaient en accord avec l'islam.
2. Un malaise général chez les scientifiques interviewés lors des conférences internationales : selon eux, la neutralité scientifique initialement promise par la Commission n'a pas été respectée. Certains d'entre eux ont refusé de répondre aux questions du Wall Street Journal, tel Keith Moore (en), qui justifie : « il s'est passé 10 ou 11 ans depuis que j'ai été concerné par le Coran ». Les autres rapportent explicitement avoir été dupés « Je suis tombé dans ce piège et ai ensuite averti d'autres d'y prendre garde », selon William Hay, spécialiste du monde marin. Le Wall Street Journal explique « Chacun d'eux [des scientifiques] reçut un verset du Coran à examiner à la lumière de son expertise. Ensuite, Zindani (en) l'interviewait sur bande vidéo, le poussant à admettre l'inspiration divine de ce verset ». Les professeurs Gerald Goeringer, Joe Leigh Simpson, le géologue Allison (Pete) Palmer dénoncent que les doutes qu'ils ont exprimés, ou leurs demandes complémentaires d'analyses, ont été dénigrés et n'apparaissent pas sur les vidéos.
3. Un contexte ambigu pour la tenue des conférences : « La Commission a invité les scientifiques à ses conférences avec des billets d'avion de 1re classe pour eux et leurs épouses, des chambres dans les meilleurs hôtels, $ 1 000 d'honoraires, et des banquets avec les chefs musulmans, tels qu'un dîner dans un palais d'Islamabad avec le président pakistanais Muhammad Zia-ul-Haq, peu avant qu'il ne soit tué dans un accident d'avion. Mr. Ahmed a également donné à au moins un scientifique une horloge en cristal ». Palmer se rappelle « l'attitude amicale de Zindani, un « gars sympathique » ».

Pour le Wall Street Journal, c'est lors de ces interviews que ces phrases anodines de scientifiques ont commencé à faire « grand bruit sur les sites web islamiques ».

### Dénonciation d'un outil de prosélytisme
Pour certains critiques de l’islam, tels que Majid Oukacha ou Waleed Al-Husseini, deux apostats (« ex-musulmans ») bénificiant d'une certaine notoriété dans le monde francophone, le concordisme islamique est aujourd’hui le principal fondement du prosélytisme musulman, une mise en scène privant le fidèle de son esprit critique,. Selon eux, si certains textes de l'islam peuvent avoir une connotation violente, leur fournir de surcroît une validation scientifique constitue un pas décisif vers la radicalisation. Ils dénoncent l'aspect flou, voire « l'escroquerie » des passages revendiqués comme « miracles scientifiques »,, rejoignant l'analyse de l'astrophysicien musulman Nidhal Gessoum : « La plupart [des exemples de miracles scientifiques] sont ridicules, dérisoires. Deux ou trois semblent impressionner les gens, tenir un peu la route. Mais lorsqu'on les examine, on voit qu'il n'y a rien dans ces exemples qui prouverait [...] qu'il y aurait des connaissances scientifiques dans le Coran ou dans la Sunna ».
Dominique et Marie-Thérèse Urvoy remarquent que l'argumentation repose souvent sur l'affichage de très nombreuses « preuves » supposées, pour emporter l'adhésion du lecteur, malgré ses potentielles interrogations, certaines listes en dénombrant jusqu'à 1 500. La démarche intellectuelle « est évacuée au profit d'un procédé de harcèlement mental et d'accumulation pour « sidérer », littéralement, l'interlocuteur ». Pour ces mêmes auteurs, les « preuves » revendiquées relèvent autant d'une parenté affichée du texte avec une observation scientifique, que d'une singularité du texte lui-même. Ceux-ci évoquent ainsi le verset 15 de la sourate al-Fath dans laquelle les lettres du mot « hémoglobine » seraient présentes. Pour eux, les parentés affichées sont des « sollicitations conceptuelles ou même des rapprochement très superficiels », un même verset pouvant être pris pour des explications différentes, et les singularités sont des coïncidences.

## Principaux «miracles scientifiques» avancés

Schéma divisant l'atmosphère terrestre en 5 couches atmosphériques (Approche météorologiste)

La Commission sur les signes scientifiques dans le Coran et la Sunna (en) affirme recenser de nombreux «miracles scientifiques» dans les textes sacrés islamiques. Dans La Science voilée, ouvrage publié en 2013, la physicienne tunisienne Faouzia Charfi analyse certains des points les plus fréquemment avancés:
- Coran 21:30 : « Les mécréants ne voient-ils pas que les cieux et la terre formaient à l'origine une masse compacte ? Nous les avons ensuite scindés ». Selon les partisans du concordisme, ce passage fait allusion au Big Bang. D'après Charfi : « le big bang n'est pas la séparation des cieux et de la Terre, il n'est pas le produit de l'explosion d'un élément simple ».

Majid Oukacha répertorie d'autres versets prétendument « miraculeux » récurrents dans les débats. Parmi eux, il critique :
- Coran 23:12 « Nous avons certes créé l'homme d'un extrait d'argile, puis Nous en fîmes une goutte de sperme dans un reposoir solide. Ensuite, Nous avons fait du sperme une alaqah (sangsue, chose suspendue, caillot de sang), et de la alaqah, Nous avons créé une moudghah (morceau de chair, substance mâchée, bouillie)... Puis de cette masse nous avons créé des os. Puis nous avons revêtu les os de chair, produisant ainsi une autre création ». Selon l'auteur, les tenants du concordisme islamique voient dans ce verset les principales étapes de la création du fœtus (ontogenèse). Tandis que les opposants soulignent que les connaissances actuelles en embryologie montrent que les os ne sont pas créés avant les autres tissus biologiques, et que le Coran omet le besoin d'un ovule maternel[22]. Cette présentation du développement de l'embryon trouve une comparaison dans la théorie embryologique de Porphyre, qui a pu être transmise par les manichéens et les sabéens. D'autres versets (comme le 25.54) s'expliqueraient dans un tel contexte[23].
- Coran 78:6-7 « N'avons-Nous pas fait de la terre une couche ? Et placé les montagnes comme des piquets ? » / Coran 21:30 « Et Nous avons assigné des montagnes à la terre, parce qu'elle aurait bougé, et les gens avec » / Coran 16:15 « Et Il a implanté des montagnes immobiles dans la terre afin qu'elles ne branlent pas en vous emportant avec elle ». D'après Majid Oukacha, les partisans du concordisme revendiquent des liens avec les connaissances géologiques actuelles. Tandis que pour les opposants, ces versets vont à l'encontre des modèles reconnus aujourd'hui, dont la tectonique des plaques.
- Coran 21:33 « Et c'est Lui qui a créé la nuit et le jour, le soleil et la lune, chacun voguant sur une orbite ». Toujours selon Majid Oukacha, pour les tenants du concordisme, ce verset inaugure la notion d'orbite. Tandis que pour les opposants, ce verset reprend la croyance géocentrique de l'époque, selon laquelle le Soleil tourne autour de la Terre.

En mars 2024, France Info publie un reportage dénonçant une supercherie, à propos de vidéos montrant « des eaux d'océans qui ne se mélangent pas », présentées comme un « miracle de Dieu que de nombreux touristes viennent contempler ». France Info met en avant que brassage entre les eaux des océans est certain, et que les vidéos avancées sont des détournements d'images d'embouchures de fleuves lors d'évènements climatiques annuels (saison des pluies sur le Fleuve Jaune en Chine, ...).

### Autre exemple de manipulation: les «sept cieux»
À plusieurs reprises, le Coran, comme dans la sourate 65:12, cite l'existence de sept cieux : « C'est Dieu qui a créé sept cieux et autant de couches terrestres. Et des cieux vers la terre descendent graduellement les arrêts souverains, afin que vous sachiez que Dieu a le pouvoir sur toute chose et qu'il embrasse tout de sa Science ». De ces textes, a découlé une vision cosmologique musulmane inspirée de la vision géocentrique de l'astronome grec Ptolémée, c'est-à-dire une terre sur laquelle sont superposées sept sphères. Pour certains, « le chiffre sept prit valeur de symbole pour désigner les sept couches concentriques de l'enfer, et les sept paradis contigus »,. Ghaleb Bencheikh évoque « une cosmologie naïve et hiérarchiquement ordonnée en sphères de la pensée antique et médiévale ».

Relations entre haute atmosphère et ionosphère. On peut arriver artificiellement au chiffre sept en rajoutant encore la magnétosphère, au-delà de l'ionosphère, mais en excluant arbitrairement d'autres couches possibles, comme la plasmasphère et la magnétopause.

De nombreuses théories ont été avancées pour faire coïncider l'univers à ce chiffre 7. Pour le physicien Béchir Torki, cela correspondrait au ciel terrien, au ciel lunaire, au ciel solaire, etc., le dernier ayant un âge supérieur à celui de l'Univers, « proposition qui ôte à l'explication proposée toute signification physique », selon Faouzia Charfi. Pour le prédicateur turc Adnan Oktar, ces « cieux » correspondent aux couches atmosphériques. Charfi reproche de «prendre en compte deux classifications différentes, celle des météorologues [composée de 5 couches], fondée sur la variation de la température selon l'altitude, et celle des radiophysiciens, qui mesure la concentration en électrons libres ». Elle ajoute : « Cela ne gêne pas les auteurs. L'essentiel, encore une fois, n'est pas la cohérence de ce qui est exposé, mais le résultat. En dépit de toute logique, on change de critère en fonction du résultat (sept couches) que l'on veut obtenir».
Faouzia Charfi conclut ainsi : « On pourrait citer un grand nombre de sites faisant référence aux sept cieux, chaque auteur a son explication. Ils se critiquent les uns les autres sans donner d'argumentation scientifique. Le but est de montrer que Dieu n'a pas encore révélé tous ces secrets. Le croyant a-t-il besoin de telles élucubrations pour se convaincre ? La réponse est claire, et pourtant la toile en est inondée ».

## Impasse du créationnisme
Ce concordisme, toujours créationniste, considère que l’intégralité de l’humanité descend d’Adam et Ève. Ce mouvement est donc mis en défaut sur l’évolution, pourtant consensuellement reconnue dans le monde scientifique actuel. Pour Faouzia Charfi, ce créationnisme « se trouvait déjà en creux dans l’émergence des Frères musulmans », et se diffuse dans les mouvements islamistes. De fait, à l'heure actuelle, le créationnisme progresse en Turquie où ces thèses sont présentes dans les manuels scolaires, et où 75% des lycéens ne reconnaissent pas la validité du modèle évolutionniste. Ce créationnisme musulman est aussi présent en France.
Le sociologue Réda Benkirane nuance toutefois en rappelant que plusieurs auteurs médiévaux musulmans avaient une vision naturaliste teintée d'évolutionnisme.